# 3725-ös mellékút (Magyarország)
A 3725-ös számú mellékút egy bő 7 kilométeres hosszúságú, négy számjegyű mellékút Borsod-Abaúj-Zemplén vármegye keleti részén, a Zempléni-hegységben; Bózsvától húzódik Füzérkomlósig.

## Nyomvonala
A 3708-as útból ágazik ki, annak a 26+450-es kilométerszelvénye közelében, Bózsva külterületei között. Bő fél kilométer után éri el Kisbózsva első házait, a településrészen a Lónyay út nevet viseli. Körülbelül másfél kilométer után hagyja maga mögött a legészakibb kisbózsvai lakóingatlanokat, s szinte ugyanott át is lép a következő, útjába eső település, Nyíri határai közé
Nyíri belterületét majdnem pontosan 4,5 kilométer után éri el, ott a Kossuth Lajos utca nevet veszi fel. A központban beletorkollik dél felől a 3726-os út, ahonnan északkelet felé folytatódik, és körülbelül 5,3 kilométer után már újra külterületek között halad. Majdnem pontosan a 6. kilométerénél szeli át Füzérkomlós határát, kicsivel arrébb pedig már e falu lakott területei között húzódik, Ady Endre út néven. Így is ér véget, a település központjában, beletorkollva a 3719-es útba, annak a 20+500-as kilométerszelvénye közelében.
Teljes hossza, az országos közutak térképes nyilvántartását szolgáló kira.kozut.hu adatbázisa szerint 7,078 kilométer.

## Települések az út mentén
- Bózsva-Kisbózsva
- Nyíri
- Füzérkomlós

## Története
A Kartográfiai Vállalat 1990-es kiadású Magyarország autóatlasza a teljes szakaszát kiépített, de – burkolatminőségét tekintve – csak pormentesített útként tünteti fel.